# Hrvatska demokratska unija
Hrvatska demokratska unija Bosne i Hercegovine (HDU) hrvatska je politička stranka u BiH.
Kako navode u svojim načelima, to je narodna stranka Hrvata i drugih građana BiH, čije je djelovanje usmjereno na zaštitu interesa hrvatskog naroda unutar Bosne i Hercegovine na demokratskim načelima, u skladu s zapadnoeuropskim standardima. Predsjednik stranke je Miro Grabovac Titan.
Stranka je bila dio Hrvatske koalicije za promjene i koalicije Hrvatsko zajedništvo za izbore 2006., ali 2010. izlazi samostalno na izbore. 